# Cornelius Galle l'Ancien
Pour les articles homonymes, voir Galle.
Pour les autres membres des familles, voir Philippe Galle, Cornelius Galle le Jeune et Théodore Galle.
Cornelius ou Cornelis Galle l'Ancien, né à Anvers en 1576 et mort à Anvers le 29 mars 1650, est un graveur flamand, le plus célèbre d'une dynastie de graveurs.

## Biographie
Fils de Philippe Galle, frère de Théodore Galle, père de Cornelius Galle le Jeune, il est surtout connu pour ses gravures d'après Rubens. D'un voyage à Rome entrepris en 1599 en compagnie de son frère Théodore, Cornélius rapporte d'innombrables gravures d'après Raphaël, les Carracci, Titien, Guido Reni et d'autres. Il est l'auteur de nombreux recueils de gravures thématiques, notamment De symbolis heroicis. À son retour de Rome, il devient marchand d'estampes à Anvers et grave de nombreuses planches d'après les œuvres de ses compatriotes et d'après ses propres dessins.
Il est admis en 1610 à la Guilde de Saint-Luc et épouse le 5 juillet 1623 Anna van der Motte,.
La forte collaboration entre Rubens et Galle est un point clé dans leurs réalisations. Ils collaborent en s'échangeant les épreuves pour une correction mutuelle des œuvres publiées par officina Plantiniana. Moretus et Rubens perfectionnent cette interaction jusqu'à obtenir que les illustrations des livres l'emportent sur le texte.
Il a pour élèves Gérard Edelinck, Cornelis Van Tienen, Giovanni Florimi (en) et son fils Cornelis Galle (II).

## Œuvre
Avant son voyage en Italie, il grave quelques planches dont les plus connues sont :
- Une partie des estampes de Vita, Passio, et Resurrectio Iesu Christi d'après Marten de Vos ;
- L'ensemble des gravures de la vie de la Vierge Marie d'après Jan van der Straet ;
- L'ensemble des gravures de la vie de saint Jean-Baptiste d'après le même auteur.

Les impressions ultérieures les plus estimées sont des :

### Portraits
- St. Charles Borromeo, Cardinal de Milan,
- Philippe Rubens, le frère de Pierre Paul Rubens, burin, vers 1615 d'après L'Europe de Rubens,
- Ferdinand III de Habsbourg d'après Van Dyck,
- Jan van Havre d'après Rubens,
- Charles Ier, Roi d'Angleterre, dans une allégorie, d'après Van der Horst,
- Henriette Marie de France, épouse de Charles Ier, d'après le même,
- Léopold-Guillaume de Habsbourg, d'après Willem van de Velde l'Ancien,
- Artus Wolffort peintre, d'après Van Dyck,
- Jan Wiggers, d'après H. De Smet,
- Isabella of Arenberg, d'après Charles Wautier,
- Johannes de Falckenberg, d'après Van der Horst,
- Abraham Ortelius, d'après H. Goltzius.

### Sujets d'après différents artistes
- La Sainte Famille de retour d'Egypte, avec un chœur d'anges, d'après le même,
- Venus caressant Cupidon, d'après le même,
- St. Pierre baptisant St. Priscia, d'après le même,
- La Vierge et l' Enfant, à qui Saint-Bernard offre un livre, après Francesco Vanni,
- La Crucifixion avec la Vierge, Saint François et Sainte Thérèse, d'après le même,
- Venus liée à un arbre, et Minerve châtiant Cupidon, d'après Agostino Carracci,
- Procne montrant la tête de son fils Itys à son mari Téreus, d'après le même,
- Seneca dans le bain, d'après le même,
- La Vierge caressant l'Enfant Jésus, d'après Raphael,
- La mise au tombeau du Christ, d'après le même,
- La Vierge Marie, sous une arche, ornée de fleurs par des anges, d'après Rubens,
- Les Pères de l'Église, d'après le même, eau-forte et burin vers 1630-1642 d'après L'Europe de Rubens,
- Femme nue broyant des couleurs, d'après le même,
- Automne et Hiver, deux paysages, d'après le même,
- Un banquet, avec musiciens, sans le nom du peintre,
- Devise de Pantin-Moretus, « Labore et Constantia » d'après Pierre Paul Rubens, burin vers 1630-1637 d'après L'Europe de Rubens (Bibliothèque nationale de France).

#### Sujets de l'Ancien Testament
- Portraits des Prophètes (Icones Prophetarum Veteris Testamenti, à Ioanne Stradano delineatae, à Ioanne Gallaeo excusae. à Cor. Gallaeo sculpt, d'après Jan van der Straet, Anvers.
- Adam et Eve, d'après Giovanni Battista Paggi
- Judith décapitant la tête d'Holopherne, d'après le même, burin vers 1610-1620 d'après L'Europe de Rubens

Quelques œuvres de Cornelius Galle l'Ancien
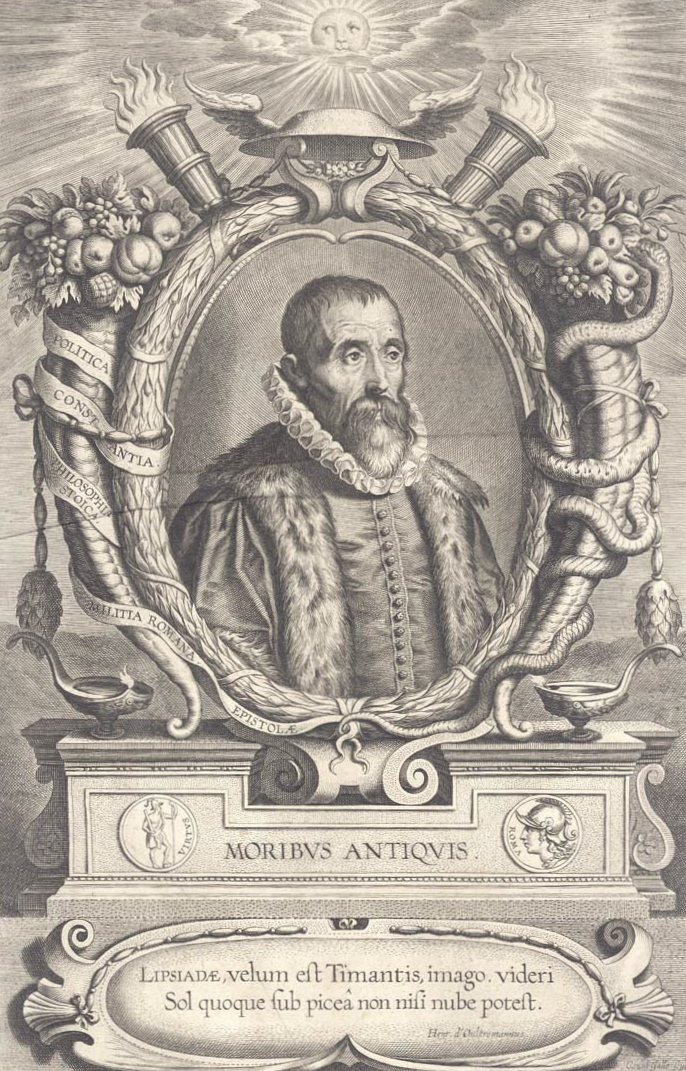
Portrait de Juste Lipse de Cornelius Galle
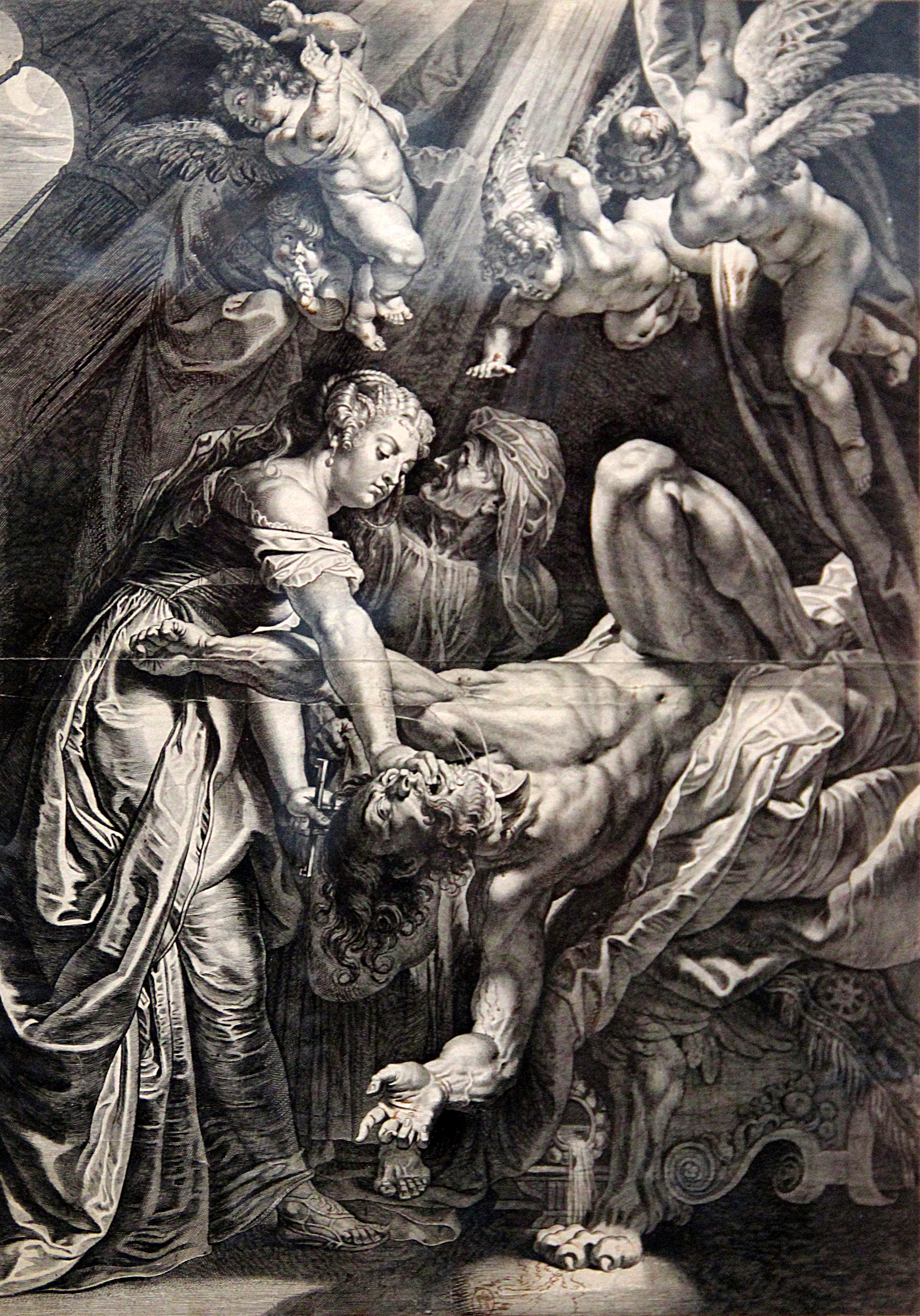
Judith décapitant Holopherne
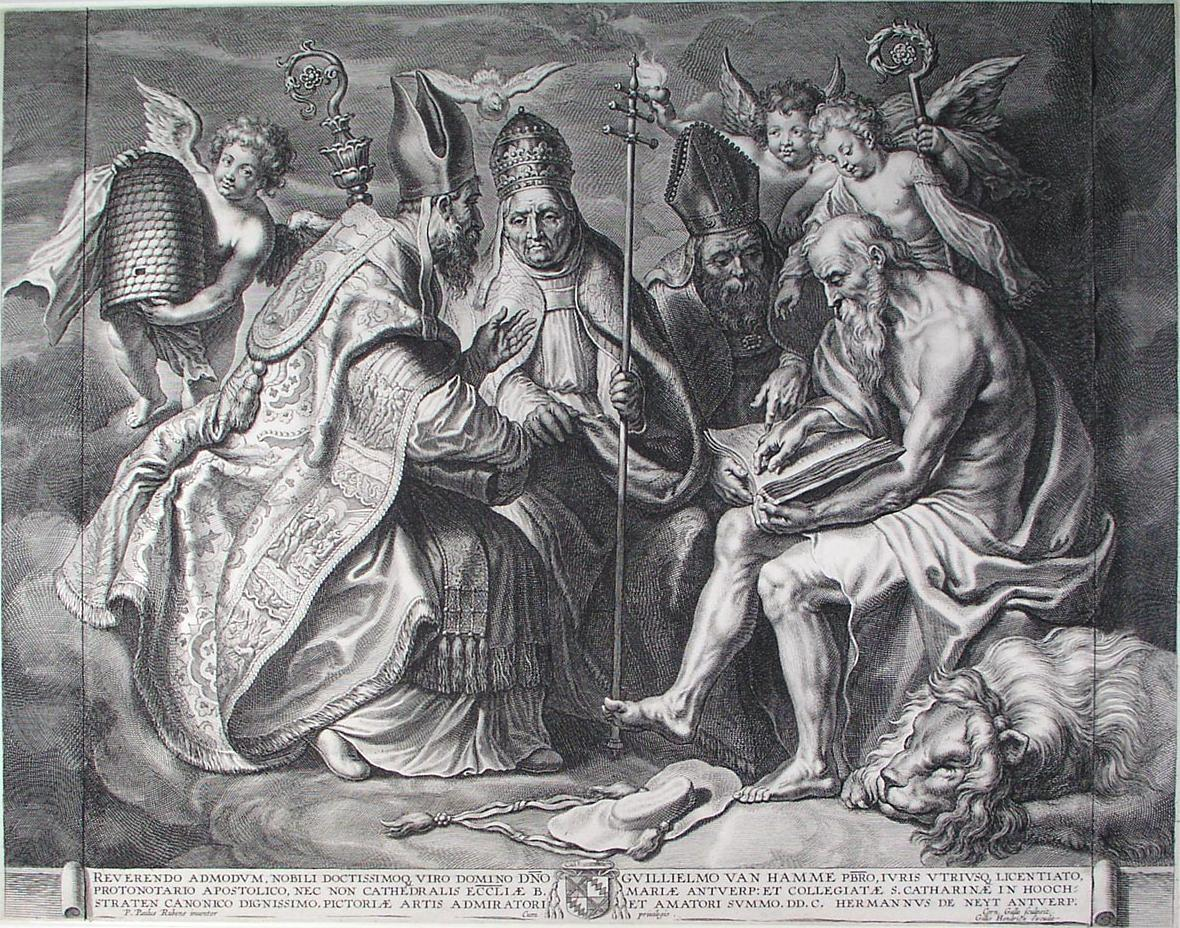
Les Pères de l'Église
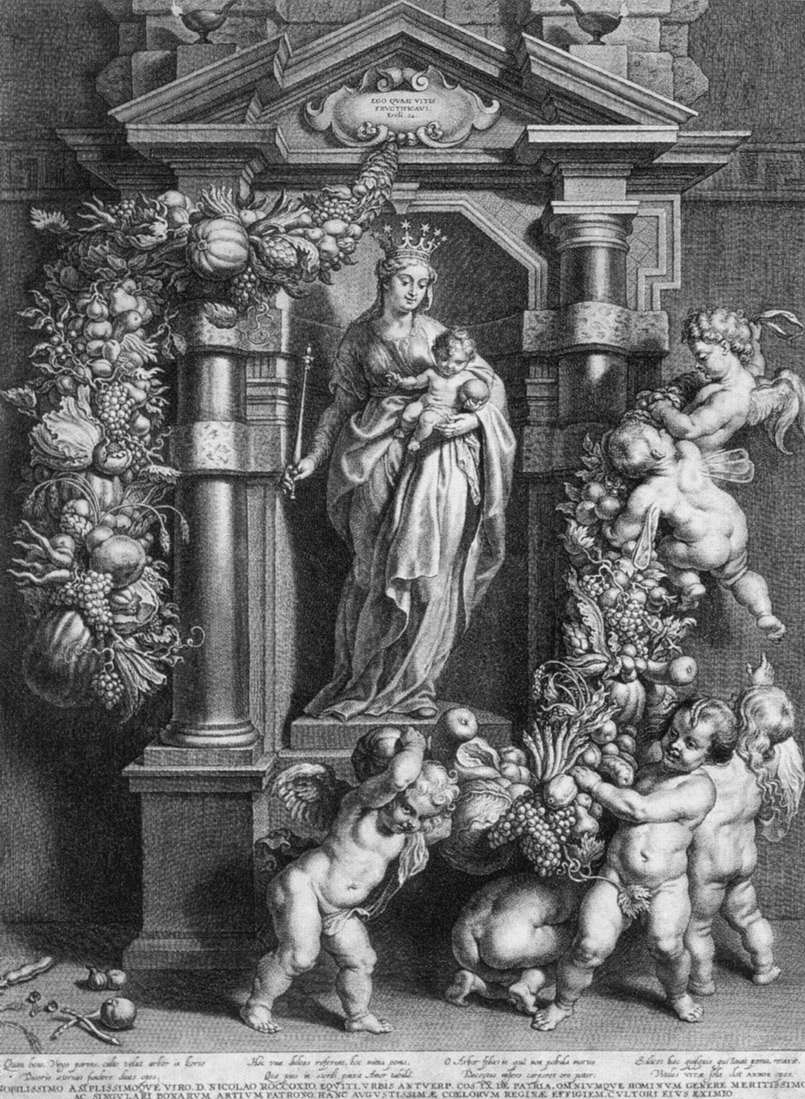
Mary Queen of Heaven
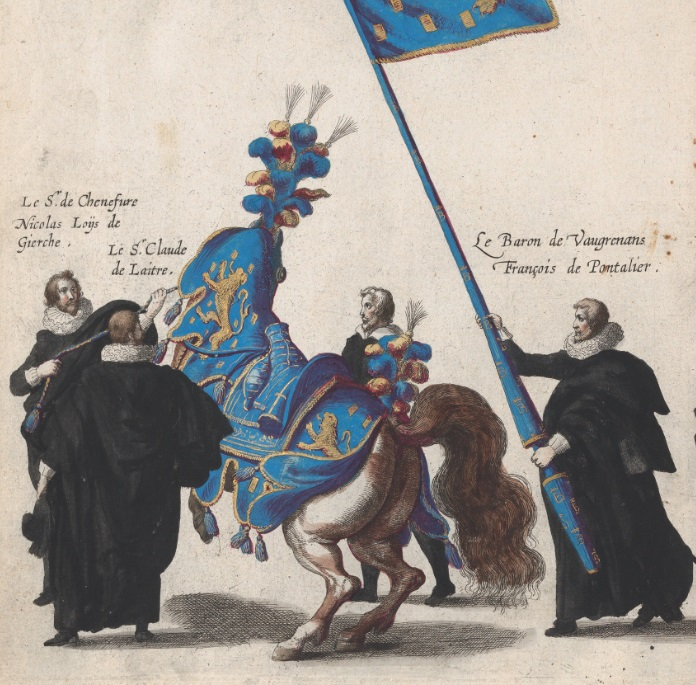
Pompes funèbres de l'archiduc Albert d'Autriche à Bruxelles, (1623).